# Willard Bowsky
Willard G. Bowsky (New York, ?1907 - Benfeld, 27 november 1944) was een Amerikaanse animator die het best bekendst is vanwege zijn werk bij de Fleischer Studios.
Bowsky bracht zijn jeugd door in zijn geboortestad New York. In de jaren 20 begon hij zijn carrière in de animatie. In de late jaren 20 kwam Bowsky te werken bij Fleischer Studios. Hij tekende samen met andere animators de cartoons van Betty Boop. Andere tekenfilms waaraan Bowsky meewerkte waren Popeye en Superman.
Hij werkte als regisseur onder Dave Fleischer aan Gulliver's Travels. Nadat Fleischer Studios in 1942 failliet ging en werd overgenomen door Paramount, ging Bowsky het Amerikaanse leger in. Hij diende twee jaar en verkreeg een officiersfunctie.
Op 27 november raakte Bowksy dodelijk getroffen bij een gevecht in Benfeld, een plaats in de Elzas.

## Onderscheidingen
- Silver Star (postuum)[2][3]
- Purple Heart[2] (postuum)